# Dachsberg
Dachsberg település Németországban, azon belül Baden-Württembergben. Lakosainak száma 1450 fő (2023. december 31.).

## Népesség
A település népessége az elmúlt években az alábbi módon változott:
| Lakosok száma | 1225 | 1338 | 1386 | 1421 | 1408 | 1441 | 1450 |
|               | 1975 | 2014 | 2017 | 2019 | 2021 | 2022 | 2023 |